# Moderní gymnastika na Letních olympijských hrách 2000
Moderní gymnastika na Letních olympijských hrách 2000 našla své útočiště v Pavilonu 3 v Olympijském parku v Homebush Bay v Sydney. Proběhly v závěru olympiády od 28. září do 1. října. Rozděleny byly pouze dvě sady medailí, obě zlaté putovaly do Ruska.

## Průběh soutěží
Favoritkou soutěže jednotlivkyň byla jednoznačně Alina Kabajevová, která v předchozím roce zvítězila na mistrovství Evropy i mistrovství světa. Byla také jasně první v kvalifikaci, ale ve finále šokovala, když upustila svou obruč, která se odkutálela až mimo plochu, a vinou této chyby obsadila až třetí místo. Zvítězila její krajanka Julija Barsukovová, která na velké soutěži jiný víceboj nikdy nevyhrála. Česká republika neměla zastoupení mezi týmy a poprvé od roku 1984 ani mezi jednotlivkyněmi. Těsně za Kabajevovou skončila ukrajinská gymnastka Jelena Vitričenková, obhájkyně bronzové medaile, která na předchozím mistrovství Evropy odstoupila ze soutěže na protest proti neobjektivním verdiktům rozhodčích.

## Medailistky
| Soutěž           | Zlato | Stříbro | Bronz |
| ---------------- | --- | --- | --- |
| jednotlivkyně    | Julija Barsukovová · Rusko (RUS)                                                                                              | Julija Raskinová · Bělorusko (BLR)                                                                                              | Alina Kabajevová · Rusko (RUS) |
| společné skladby | Rusko (RUS) · Irina Bělovová · Jelena Čalamovová · Natalija Lavrovová · Marija Nětěsovová · Věra Šimanskaja · Irina Zilberová | Bělorusko (BLR) · Taťjana Ananková · Taťjana Belanová · Anna Glazkovová · Irina Iljenkovová · Marija Lazuková · Olga Puževičová | Řecko (GRE) · Eirini Aindiliová · Evangelia Christodoulouová · Maria Georgatouová · Zacharoula Karyamiová · Charikleia Pantaziová · Anna Pollatouová |